# Edlesborough
Edlesborough er en landsby og sogn i Aylesbury Vale-distriktet i Buckinghamshire, England. Edlesborough ligger ved siden af landsbyen Eaton Bray lige på den anden side af county-grænsen i Bedfordshire, omkring 5 km west-sydwest for Dunstable. Sydøst for byen ligger Whipsnade, der bl.a. huser Whipsnade trækatedral.